# Famkes Diksmuide Oostende
Famkes Westhoek Diksmuide Merkem is een Belgische voetbalclub uit Diksmuide, die de eerste dertig jaar van haar bestaan bekend was als Famkes Merkem. De club is aangesloten bij de KBVB met stamnummer 9040, heeft blauw en wit als kleuren en brengt enkel damesploegen in competitie. Famkes speelt sinds 2015 in de Eerste Klasse.

## Geschiedenis

### Het prille begin
Het ontstaan van de club gaat terug tot 1978, toen naar aanleiding van de campagne Jaar van het Dorp een voetbalwedstrijd tussen twee meisjesploegen werd gespeeld. De ploegen werden gevormd door leden van de KLJ van Merkem en die van Houthulst. Ook nadien volgden nog recreatieve voetbalwedstrijden, vooral binnen de KLJ. 
Begin jaren 1980 bestonden binnen de Belgische Voetbalbond nog geen jeugdreeksen in het damesvoetbal. Damesvoetbal Gistel, dat bij de bond was aangesloten, wilde echter ook met jeugdspeelsters in competitie treden en richtte daarom "Vrij Damesvoetbal Midden West-Vlaanderen" in, waarin vanaf 1983/84 ploegen uit Gistel, Merkem, Koolskamp, Moerbrugge (onder de naam Oostkamp), Izegem, Wingene en Egem (later Dames VK Egem) speelden. De volgende jaren verdwenen een aantal clubs en een ploeg uit Bellegem trad nog toe. Na drie seizoenen viel deze competitie echter stil en besloot Merkem toe te treden tot de Belgische Voetbalbond. De ploeg ging in 1986/87 van start in de provinciale reeksen.

### De opgang naar Eerste klasse
De eerste ploeg bleef een decennium in de provinciale reeksen spelen, tot ze in 1998 kampioen werd en voor het eerst promoveerde naar de nationale reeksen, de Tweede Klasse. Vanaf 1999/2000 bracht Merkem ook een tweede elftal in een aparte competitie voor B-ploegen. 
In 2000/01 werd Tweede Klasse teruggebracht van twee reeksen naar één, waardoor ook het aantal clubs in Tweede Klasse werd gereduceerd. Enkel de eerste zeven ploegen van elke reeks konden in Tweede Klasse blijven, maar Merkem werd tiende en degradeerde zo naar Derde Klasse. Het seizoen erop werd de club daar echter meteen kampioen en zo keerde ze in 2002 alweer terug in Tweede Klasse. De B-elftallen werden bij de competitiehervormingen in de provinciale reeksen onderbracht, waar ook provinciale A-elftallen aantreden.
Ook in Tweede Klasse was Merkem bij de beteren en uiteindelijk werd het ook daar in 2005/06 kampioen, waardoor het voor het eerst promoveerde naar de Eerste Klasse. Daar bleef de club echter bij de staartploegen en door een voorlaatste plaats in 2008/09 moest Merkem een barragewedstrijd spelen om degradatie te ontlopen. In 2011 werd Merkem echter toch allerlaatste en moest het zakken naar Tweede klasse.
Het B-elftal daarentegen deed het goed in de provinciale reeksen: in 2004, 2006 en 2008 werd het er kampioen. Dat laatste jaar promoveerde ook de B-ploeg naar de nationale reeksen, waar die tot 2016 zou blijven.
In 2015 werd Famkes Merkem tweede na de B-ploeg van AA Gent, maar dankzij de invoering van de Super League mocht DV Famkes Merkem mee promoveren naar Eerste Klasse.

### Nieuwe samenwerkingen
Aan het einde van het seizoen 2016/17 kondigde de club aan om een samenwerking aan te gaan met de jeugdacademie van KSV Diksmuide.  De club behoudt het eigen stamnummer en de uitvalbasis in Merkem. Wel wordt de naam aangepast tot Famkes Westhoek Diksmuide Merkem. De provinciale dames spelen hun thuiswedstrijden op De Kouter in Merkem terwijl de nationale dames hun thuiswedstrijden afwerken op de De Pluimen in Diksmuide.
In 2024 wordt na het bekend maken van de samenwerking van KSV Diksmuide met het failliete KV Oostende, voor de vrouwenploeg als nieuwe naam Famkes Diksmuide Oostende gelanceerd.

## Resultaten

### Erelijst
- Tweede klasse

winnaar (1x): 2006 (A-ploeg)
- Derde klasse

winnaar (1x): 2002 (A-ploeg)
- Eerste provinciale West-Vlaanderen

winnaar (5x): 1998 (A-ploeg), 2004, 2006, 2008, 2022 (B-ploeg)
- Beker West-Vlaanderen

winnaar (2x): 2019, 2022 (B-ploeg)

### Seizoenen A-ploeg
| Seizoen | Reeks         | Niveau | Plaats | Punten | Beker        | Opmerkingen                                                     |
| ------- | ------------- | ------ | ------ | ------ | ------------ | --------------------------------------------------------------- |
| 2016/17 | Eerste klasse | 2      | 5      | 34     | Kwartfinale  | Laatste seizoen als Famkes Merkem                               |
| 2017/18 | Eerste klasse | 2      | 10     | 36     | Vierde ronde | Eerste seizoen in Diksmuide                                     |
| 2018/19 | Eerste klasse | 2      | 13     | 25     | Vierde ronde |                                                                 |
| 2019/20 | Eerste klasse | 2      | 10     | 24     | Derde ronde  | De competitie werd vervroegd stopgezet wegens de coronapandemie |
| 2020/21 | Eerste klasse | 2      | -      | -      | -            | De competitie werd geschrapt wegens Covid-19                    |
| 2021/22 | Eerste klasse | 2      | 11     | 28     | Vierde ronde |                                                                 |
| 2022/23 | Eerste klasse | 2      | 11     | 37     | Vierde ronde |                                                                 |
| 2023/24 | Eerste klasse | 2      | 9      | 40     | Vierde ronde |                                                                 |
| 2024/25 | Eerste klasse | 2      | 11     | 33     | 1/16 Finales |                                                                 |
| 2025/26 | Eerste klasse | 2      |        |        |              |                                                                 |

## Website
- Officiele website